# Distrito de Braga
El distrito de Braga es uno de los dieciocho distritos que, junto con Madeira y Azores, forman Portugal. Con capital en la ciudad homónima, limita al norte con Viana do Castelo y la provincia de Orense (España), al este con Vila Real, al sur con Oporto y al oeste con el océano Atlántico.
Pertenece a la provincia tradicional del Miño. Área: 2707,7 km² (15.º mayor distrito portugués). Población residente (2011): 848 185 habs. (4.º distrito portugués más poblado).

## Geografía
El distrito de Braga es un territorio bastante accidentado, dominado por altitudes elevadas al este, junto a la frontera española y a los límites con el distrito de Vila Real, y descendiendo hasta el litoral occidental, en un relieve atravesado por los valles de varios ríos que fluyen de estenordeste a oeste-suroeste.
Las altitudes mayores se encuentran en la Sierra Amarilla (1 361 m), en el límite con el distrito de Viana do Castelo y en la frontera con España, con la Sierra de Gerês, que tiene su mayor altitud, 1 508 m, precisamente en el límite con el distrito de Vila Real y muy cerca de la frontera española, y en la parte occidental de la Sierra de Cabreira, que alcanza, dentro del distrito de Braga, 1 262 m de altitud.
El valle del río Cávado es el accidente más importante relacionado con la red hidrográfica, atravesando totalmente el distrito y dividiendo sus montañas en dos áreas diferenciadas. El Cávado entra en el distrito por el este, donde sirve de frontera con el distrito de Villa Real a lo largo de algunos kilómetros, y desemboca en el Océano Atlántico en el litoral de Esposende, al oeste, la única zona del distrito relativamente plana. La cuenca hidrográfica del Cávado incluye el valle del río Homem, que nace en el Gerês y desemboca en el Cávado, en la confluencia de los municipios de Vila Verde, Amares y Braga.
Al sur del Cávado, otro valle importante es el del río Ave, río que nace en el distrito, en la Sierra de Cabreira, y atraviesa su parte sur, sirviendo de frontera con el distrito de Oporto a lo largo de casi 20 km. Uno de los afluentes del Ave, el río Vizela, continúa por el límite sur del distrito a lo largo de otros 20 km. El río Este, que pasa muy cerca de la capital del distrito, es otro afluente relevante del Ave.
Hay varios embalses en el distrito. El más conocido es el Embalse de Vilarinho das Furnas, en el curso superior del río Homem. En el bajo Cávado se sitúa el Embalse de Penide y en el alto Cávado se encuentran el Embalse de la Caniçada y el Embalse de Salamonde. En el río Ave se encuentran algunos embalses pequeños y el Embalse del Ermal, que es bastante grande.
La costa, incluida por completo en el municipios de Esposende, es arenosa.

## Subdivisiones

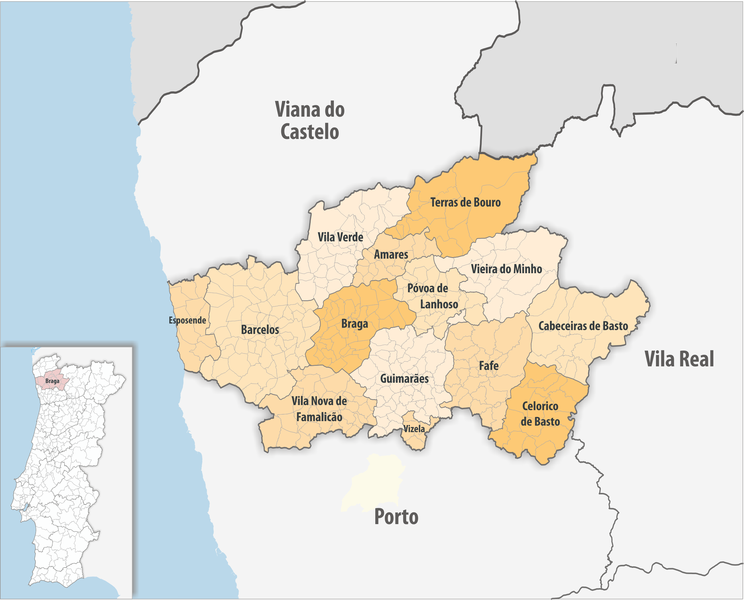
Distrito de Braga

El distrito de Braga se subdivide en los siguientes 14 municipios:
- Amares
- Barcelos
- Braga
- Cabeceiras de Basto
- Celorico de Basto
- Esposende
- Fafe
- Guimarães
- Póvoa de Lanhoso
- Terras de Bouro
- Vieira do Minho
- Vila Nova de Famalicão
- Vila Verde
- Vizela

En la actual división principal del país, el distrito se encuentra integrado en la región Norte. En su territorio existen dos subregiones principales, Cávado y Ave, pero también incluye municipios pertenecientes a la subregión del Támega. En resumen:
- Región Norte
  - Ave
    - Fafe
    - Guimarães
    - Póvoa de Lanhoso
    - Vieira do Minho
    - Vila Nova de Famalicão
    - Vizela

  - Cávado
    - Amares
    - Barcelos
    - Braga
    - Esposende
    - Terras de Bouro
    - Vila Verde

  - Támega
    - Cabeceiras de Basto
    - Celorico de Basto